# Provincia de Jaén (Perú)
La provincia de Jaén es una de las trece que conforman el departamento de Cajamarca en el norte del Perú. Limita por el norte con la provincia de San Ignacio, por el este con el departamento de Amazonas, por el sur con la provincia de Cutervo y por el oeste con el departamento de Piura y departamento de Lambayeque.

La provincia de Jaén es una próspera provincia en el Alto Marañón nororiente del Perú que hasta la fecha aún forma parte del departamento de Cajamarca. Su economía está basada en la agricultura, el comercio, la exportación de café, entre otros.
Desde el punto de vista jerárquico de la Iglesia católica, forma parte del vicariato apostólico de San Francisco Javier, también conocido como vicariato apostólico de Jaén en el Perú.

## Historia
El territorio de la actual provincia de Jaén es una de las áreas de mayor interrelación regional e integración cultural entre el espacio andino y el amazónico.
De los primeros pobladores y su cultura, han quedado reliquias arqueológicas de grandes asentamientos humanos y centros ceremoniales como Montegrande, Tocaquillo, Shaupe, Huayurco, Tomependa, que con su arte lítico y pictórico, o su variada alfarería y metalurgia de oro entre otras, testimonian su ruta civilizatoria seguida desde tiempos anteriores a la formación de la cultura chavín.
En el periodo formativo Temprano se percibe en su cerámica las influencias de los pandaches y pacopampas; durante el formativo superior por los años 400 a. C. los cupisniques (Chavín), arribaron al valle de Jaén y del Marañón a través de Pacopampa, su poderoso enclave, los que en su avance edificaron el gran centro ceremonial de Pomahuaca a orillas del río de Huancabamba, lugar al que se le denomina Ingatambo. 
Jaén es una provincia altoamazónica que por su proximidad a la región costera y altoandina, siempre estuvo sujeta a través del tiempo a la influencia de fuertes desarrollos regionales, como los Vicús, Moches, Chimús, Cajamarca, Chachapoyas, Tabaconas, Salliques y Chontalíes. Finalmente, sólo la parte de la sierra norte fue anexada al imperio del Tahuantinsuyo por Túpac Inca Yupanqui en la década de 1470 d. C. 
Los españoles, informados de sus grandes riquezas, priorizaron su conquista. En Lima, Francisco Pizarro encomendó está misión al capitán Juan Porcel de Padilla, quien entró a la región de Chuquimayo (en lengua quechua 'río de las pepitas de oro') en 1536, y fue reemplazado por Diego Palomino, el que en 1549 fundó la ciudad de Jaén de Bracamoros, en la margen izquierda de la desembocadura del río Chinchipe en la confluencia con el Marañón cerca del actual distrito de Santa Rosa (P. Martín Cuestas S. J.).
El capitán Juan Porcel, fue quien fundó la primera ciudad por estos lares, con el nombre de Nueva Jerez de la Frontera, la misma que estaría ubicada muy cerca al Pongo de Rentema en zona de distrito de Bellavista (Jaén) y la provincia de Bagua, la misma que tres años después la trasladó a otro lugar a orillas del río Chuquimayo (actual río Chinchipe). Sobre los restos de esta segunda mencionada ciudad, el capitán Diego Palomino fundó Jaén de Bracamoros en referencia a las diferentes tribus amazónicas que habitaron estos lares y que se identificaron como valientes, indómitos y aguerridos.
Jaén de Bracamoros, en la época colonial, formó parte del virreinato del Perú. En 1563 pasó a depender política y administrativamente de la Real Audiencia de Quito, y en lo religioso, del obispado de Trujillo desde 1616. Sufrió la anexión al virreinato de Nueva Granada en 1717, pero fue reincorporado al virreinato del Perú en 1723. En 1739, nuevamente Jaén de Bracamoros sufrió la segunda anexión al virreinato de Nueva Granada, que duró hasta que se auto-declaró independiente de la Corona Española en 1821. 
En 1807 la ciudad de Jaén de Bracamoros fue trasladada a su actual emplazamiento, a orillas del río Amojú, Sector Quintana.
En la gesta emancipadora, la gobernación de Jaén de Bracamoros respaldó la independencia de Trujillo y proclamó su propia independencia de España y de la Real Audiencia de Quito, bajo el principio jurídico de libre determinación de los pueblos, el 4 de junio de 1821, mérito que lo convierte en cuna de la peruanidad (corazón del Perú).
En 1822 tuvo representación en el Congreso de la República. La provincia fue creada el 19 de mayo de 1828. En sus inicios formó parte del departamento de Trujillo, luego de La Libertad, hasta 1855, año en que fue creado el departamento de Cajamarca, gesta que apoyó con el propósito de que en el futuro este (Cajamarca) apoye la autonomía de Jaén, como nuevo departamento.
Posible incorporación al Estado de Piura en 1880

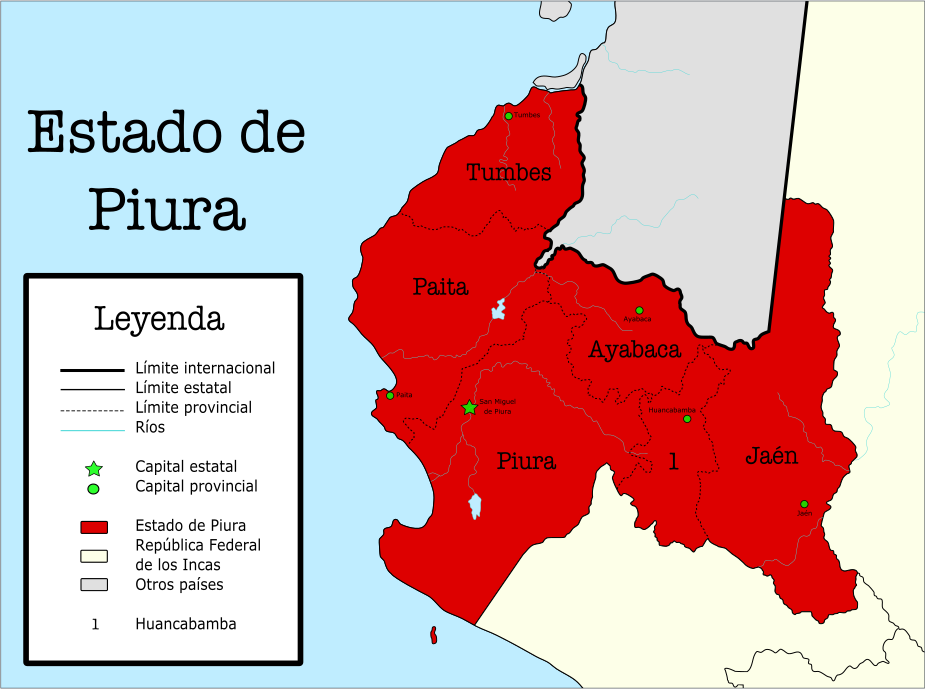
Reforma territorial para el Estado de Piura

Se tenía planeada una reforma territorial para casi todos los Estados de la Unión. En el caso del Estado de Piura, se propuso que se le agregara la provincia de Jaén, que pertenece al Estado de Cajamarca, exceptuando el distrito de Querecotillo y parte del distrito de Colasay al sur del río Huancabamba, los cuales se agregarían al Estado de Lambayeque para formar el Estado de Independencia.
Además, que los actuales distritos de la Provincia de Cutervo: Querocotillo, Callayuc, Pimpingos, Choros, Cujillo, pertenecieron a Jaén y también los actuales territorios de Toribio Casanova y San Juan de Cutervo eran jurisdicción de Jaén.
Cabe mencionar que el 12 de mayo de 1965, se crea la provincia de San Ignacio, por ende pierde 4,990.30 km².

## Geografía

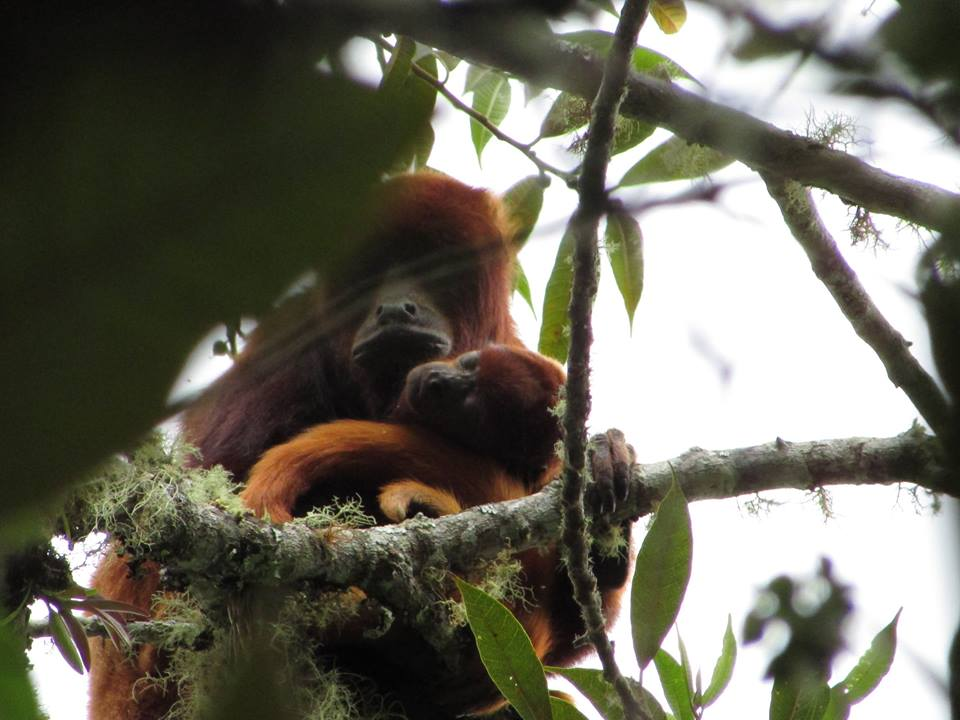
Mono del Bosque de Huamantanga, Jaén, Perú

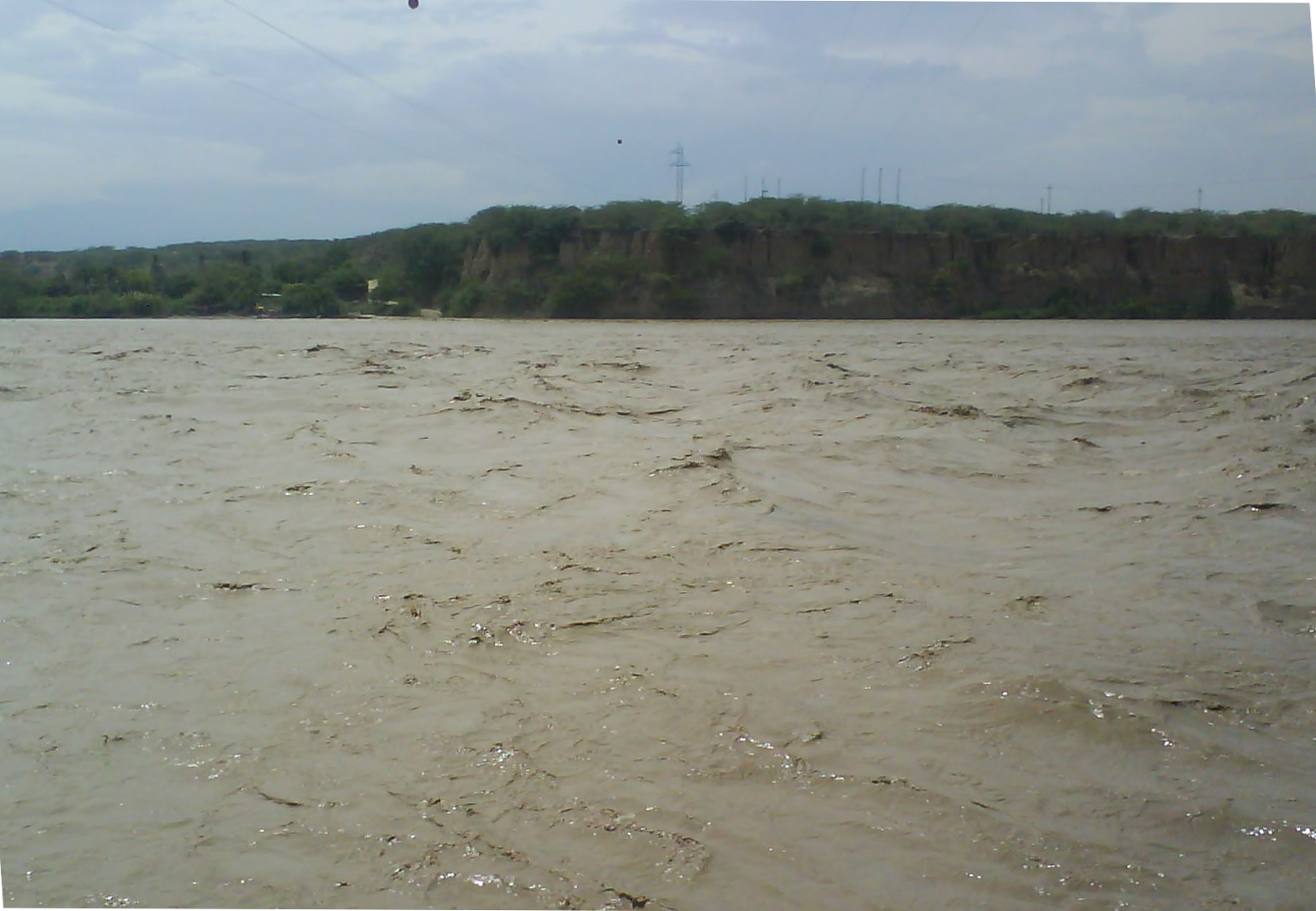
Río Marañón a la altura de Bellavista

La provincia de Jaén tiene una extensión territorial de 5232,57 km², que representa el 15,4 % del total departamental.

### Límites
- Norte: Provincia de San Ignacio.
- Sureste y sur: Provincia de Cutervo.
- Suroeste: Provincia de Ferreñafe y Lambayeque
- Este: Provincia de Bagua y Utcubamba
- Oeste: Provincia de Huancabamba.

### Relieve
El relieve de la provincia de Jaén es bastante variado y accidentado, por el acentuado contraste entre sus cordilleras, y sus valles y pampas.

### Cordilleras y cerros
La provincia de Jaén es atravesada por el ramal interior de la cordillera Occidental de los Andes, que en esta zona se llama Andes del Chamaya, por Weberbauer. El ramal exterior de dicha cordillera está ubicado al oeste del río Huancabamba y la cordillera oriental de los Andes, está ubicada al este del río Marañón.
Los Andes del Chamaya son un solo conjunto montañoso. Pero, en la provincia de Jaén, se señala generalmente la existencia de cordilleras menores o de baja altura confortantes del conjunto; estas son: 
- Cordillera Palambe, entre el distrito de San Felipe y Pomahuaca.
- Cordillera del Páramo o de Sallique, entre el distrito de Sallique y el de Chontalí.
- Cordillera del Corcovado, entre los distritos de Sallique, Chontalí y San José del Alto.

El resto del sistema está conformado por los contrafuertes que descienden de dichas cordilleras hacia el río Huancabamba-Chamaya, Chulucanas o Huayabamba, Jaén y Tabaconas.
Como parte de los atractivos turísticos de más relevancia en la ciudad es el Jardín Botánico Misuri ubicado en el sector Fila Alta, el museo regional Hermógenes Mejía Solf, el centro recreativo Manantial De Vida ubicado en Shumba, el bosque Señor de Huamantanga situado en la parte occidental a pocos kilómetros de la ciudad, la misma que ofrece una variedad de flora y fauna una de las más coloridas aves es el gallito de las rocas, considerado ave nacional del Perú, y el Pilco. Ofrece también a los visitantes, la hermosura de sus cataratas localizadas en el bosque.

## Población
La provincia tiene una población estimada de 198 354 habitantes. Mientras que la ciudad de Jaén, capital de la provincia, cuenta con 120 371 habitantes (Instituto Nacional de Estadística e Informática INEI, Perú, 2012).

## Transporte

### Terrestre
- Lima, Trujillo, Chiclayo y Lambayeque

Tomar la Panamericana Norte hasta el km. 785 y tomar la carretera Lambayeque-Olmos. En Olmos, tomar a la derecha la Interoceánica Norte y subir hasta el Paso de Porculla (2137 m s. n. m.) y seguir bajando a Chamaya. Allí se toma a la izquierda un desvío a la carretera Chamaya-Jaén.
- Paita y Piura

Tomar la carretera Interoceánica norte y seguir por Cruz de Caña, Vicús, Dv. La Matanza, Querpón, Insculas, Olmos, Paso de Porculla (2137 m s. n. m.) y seguir bajando por Pucará y Chiple hasta Chamaya. Allí se toma a la izquierda un desvío a Jaén.
- Yurimaguas, Tarapoto y Moyobamba

Seguir por la carretera Interoceánica norte hasta Chamaya, en donde se toma el desvío a Jaén.
- Cajamarca, Bambamarca, Huaygaloc, Chota y Cutervo

Ir por la carretera Cajamarca-Porcón-Bambamarca-Chota-Montán-Huambos-Cochabamba y tomar a la derecha el desvío a Cutervo. Seguir bajando por Santo Domingo de Capillas hasta la localidad de Chiple, para tomar la Interoceánica Norte a la derecha hasta Chamaya. Finalmente, tomar el desvío a Jaén.

### Aéreo
Cuenta con aeropuerto ubicado en el caserío San Agustín, C. P. Shumba Alto, distrito de Bellavista a 20 minutos de la ciudad, que conecta por vía aérea con la ciudad de Lima. El aeropuerto de Jaén integra tanto a Jaén y el Alto Marañón con el resto del Perú y el mundo. Desde septiembre del año 2016, LATAM Airlines inició operaciones con la ruta Jaén-Lima, teniendo hoy en día dos frecuencias por semana. Asimismo, en el año 2018, la empresa Viva Air, ingresó a este nuevo destino,iniciando sus operaciones en diciembre. La aerolínea chilena Sky anunció la apertura de esta nueva ruta para el 2019 y Viva Air, la nueva ruta Chiclayo-Jaén. Se prevé vuelos interegionales con Piura, Iquitos, La Libertad e internacionales con Loja (Ecuador). El Ministerio de Transportes y Comunicaciones (MTC) anunció el tercer grupo de aeropuertos que serán concesionados para la mejora de sus instalaciones e infraestructuras, entre los que se encuentra el de Jaén.
El atractivo del aeropuerto de Jaén está en la alta demanda turística de viajes a Chachapoyas (Amazonas) para visitar los sarcófagos de Karajía y Kuélap.

## División administrativa
Se encuentra dividida en doce distritos y 40 centros poblados:
1. Jaén
2. Bellavista
3. Chontalí
4. Colasay
5. Huabal
6. Las Pirias
7. Pomahuaca
8. Pucará
9. Sallique
10. San Felipe
11. San José del Alto
12. Santa Rosa
13. Morro Solar Falta publicar la ley.
14. Fila Alta Falta publicar la ley.

## Capital
La capital de esta provincia es la ciudad de Jaén de Bracamoros.

## Autoridades

### Regionales
- Consejeros regionales
  - 2019-2022[7]

  1. Fernando Tomas Fernández Damián (Acción Popular)
  2. Wincler Almanzor Delgado Monteza (Alianza para el Progreso)

### Municipales
- 2019-2022[7]
  - Alcalde: José Francisco Delgado Rivera, de Acción Popular.
  - Regidores:

  1. Luis Antonio Abad Arriaga (Acción Popular)
  2. Ever García Vera (Acción Popular)
  3. Segundo Primitivo Vaca Marquina (Acción Popular)
  4. Edita Liliana Guevara Amasifuén (Acción Popular)
  5. Wilder Pinedo Tapia (Acción Popular)
  6. Fernando Paul Soberón Paredes (Acción Popular)
  7. Carlos Steelman Villon Pérez (Acción Popular)
  8. Jairo Ananías Vargas Cruzado (Alianza para el Progreso)
  9. Edgar Hoyos Quiroz (Alianza para el Progreso)
  10. Tomas Eusebio Roncales Villalobos (Movimiento de Afirmación Social)
  11. Jorge Díaz Troyes (Podemos por el Progreso del Perú)

### Policiales
- Comisario: PNP Cmdt. Juan C. Maco Castro

## Personas destacadas
1. Ulises Gamonal Guevara
2. Óscar Duda Risco
3. Doris Carranza Gálvez
4. Ernesto Correa BarrantesBB
5. Luis Antonio Abad Arriaga
6. Mesías Antonio Guevara Amasifuén
7. David Guevara Soto
8. Jessica Cuzma Arrieta

## Educación
El distrito de Jaén cuenta con un promedio de 52 500 estudiantes entre educación primaria y secundaria.
Tiene una universidad nacional llamada Universidad Nacional de Jaén que ofrece cinco escuelas profesionales, siendo la más competitiva la carrera profesional de Ingeniería Forestal y Ambiental.
También tiene una sede de la Universidad Nacional de Cajamarca, dos institutos tecnológicos y un instituto pedagógico.

## Folklore
Jaén tiene una gran variedad de danzas y manifestaciones musicales, como el San Juanito, la danza del arroz o del café, la danza de los Bracamoros, entre otros. Actualmente, los principales representantes de las danzas jaenenses son el Instituto de Cultura Raíces del Perú y el Círculo Cultural Jaime Vásquez Díaz, el Instituto Provincial de Cultura y muchos más.

## Agricultura
- Café

La producción de café en la provincia se realiza con procesos, estrictamente orgánicos y abono mineral, las empresas compradoras más significativas son:
Prodelsur (filial de la transnacional Volcafe), Cooperativa Sol & Café, Cenfrocafe, Coopvama, Comercio & Compañía, Perhusac y el Grupo Empresarial Perú Inka. Respecto a este punto, es importante señalar que la producción de café de Jaén ha acaparado la atención por su notable calidad, a tal punto de ser señalada como  la nueva Colombia en materia de producción y calidad de café peruano.
- Cacao

Al igual que el café, el cacao ha sido siempre un producto bandera de la provincia de Jaén, destacando el especial cuidado en cuanto a fertilización orgánica y buenas prácticas agrícolas, lo que lo ha convertido en un producto apreciado y de calidad. Existen muchos productores artesanales de chocolate. Este rubro es tan importante que incluso la Universidad Nacional de Jaén tiene un centro de investigación dedicado al cacao. 

## Piscicultura
Existe una importante cultura de consumo de pescado en la ciudad de Jaén, principalmente de tilapia y trucha. La primera piscigranja jaena es la conocida como Piscigranja El Dorado, que cuenta con tilapia y camarón gigante de Malasia. Hoy en día, existen varios piscicultores, destacando El Rico Pez, que posee incluso un céntrico restaurante donde se pueden disfrutar sus productos entre ellos paiche, paco, tilapia y pacotana.

## Turismo[9]
El turismo de la provincia de Jaén se ve impulsado por la gran cantidad de atractivos turísticos que tiene, los cuales podemos agruparlos de la siguiente manera:
a. Recursos arqueológicos/arquitectónicos:
- Huacas de San Isidro y Montegrande, ubicadas a 10 min de la plaza de Armas, dentro del casco urbano de la ciudad. Dicho descubrimiento fue considerado dentro de los 10 principales descubrimientos del 2010 por la revista internacional ARCHAEOLOGY y la investigación a cargo del arqueólogo peruano Quirino Olivera fue galardonada en el año 2017 en el Fórum de Arqueología de Shanghai (SAF). El apoyo impulsado por la Municipalidad Provincial de Jaén y el Plan Binacional Perú-Ecuador han servido para que Jaén sea elegida como sede del próximo Encuentro Internacional de Arqueología Amazónica (EIAA) en el año 2020.
- Zona Arqueológica El Turuco. Se trata de un cementerio preincaico que se localiza a tan solo 25 km de Jaén, al margen izquierdo del río Marañón, en el distrito de Jaén.
- Estela de Chontalí. Se ubica en el distrito del mismo nombre. Esta es bastante similar a la famosa estela de Raimondi, en ella se observan trazos de característica chavinoides.
- Ruinas y Bosque Seco de Ingatambo. Se localiza en el distrito de Pucará. Son ruinas de una ciudadela preincaica, posiblemente del grupo Cupisnique-Pacopampa.
- Petroglifos de Rumipampa, Guayacán, Corralpampa y Bomboca. Ubicados en el distrito de Colasay. Se presume que son obras de hombres pertenecientes al formativo temprano. La llegada al lugar es también una ruta interesante para la práctica de la travesía de montaña, así como la para la observación de la increíble variedad de flora y fauna silvestre circundante.
- Museo Regional Hermógenes Mejía Solf, ubicado en el distrito de Jaén, alberga con muchas piezas arqueológicos de los grupos étnicos asentados en esta área geográfica, encontrándose a 2 km del centro de la ciudad, en el actual Instituto Superior Tecnológico 4 de junio de 1821.
- Catedral de Jaén, posee muestras de arte pictórico y escultórico. Alberga la escultura del Señor de Huamantanga, patrono de la ciudad de Jaén.

b. Turismo termomedicional:
- Aguas Termales del Almendral. Cuyas aguas se encuentra nutridas de azufre y de hierro, haciéndose ideales para enfermedades reumáticas. Estas aguas termales también resultan interesantes por la belleza paisajista natural que las rodea. Se encuentran a 25 km de la ciudad de Jaén.

c. Ecoturismo y/o turismo vivencial:
La provincia de Jaén cuenta con diversos recursos y atractivos naturales como:
- Jardín Botánico, que cuenta con más de 600 variedades de plantas regionales y se encuentra ubicado a 4 km de Jaén, en el sector Fila Alta.
- Balneario de Bellavista, ubicado en el distrito de Bellavista, ofrece una amplia playa bañada por el río Marañón.
- Bosques de Huamantanga, constituye una Área de Conservación Municipal que alberga especies de flora y fauna únicas y endémicas de los bosques de neblina.
- Área de Conservación Privada Gotas de Agua, ubicada a 15min de la ciudad, está orientada a la conservación y protección de los Bosques Tropicales estacionalmente secos del Marañon-Chinchipe.
- Catarata Aypa. En la que en conjunto se puede observar cuatro caídas de aguas además de un fantástico tobogán hídrico natural.
- Catarata de Santa María. Ubicada en el distrito de Colasay, presenta una altura de 30 m en las que se ve caer agua cristalina. La fuerza del agua ha sido tal desde sus inicios que se ha formado naturalmente una especie de cañón de 20 m por donde las aguas salen.
- Bosque de Sondor. Comprende los territorios de Pucará y de Pomahuaca. Este conserva especies propias de esta zona. Cerca de él se localiza también la Catarata de Sondor que presenta una altura de cuarenta metros y una vegetación circundante verdaderamente hermosa.
- Gruta de Pacuyacu. Es una caverna que se encuentra en el distrito de Santa Rosa, esta presenta el más amplio número de aves nocturnas del continente.

d. Festividades:
En Jaén también existen festividades que lo hacen más atractivo de visitar en ciertas fechas como es el caso de la Fiesta Patronal del Señor de Huamantanga, que resulta un homenaje al cristo morado de esta región y que forma parte de la Feria Agropecuaria y Feria de Integración Internacional Señor de Huamantanga, celebrada del 5 al 23 de septiembre. Otras fiestas de interés son la Semana Turística de Jaén del 19 al 25 de agosto. A diferencia del resto de provincias de la región Cajamarca, no cuenta con la celebración del carnaval.
e. Platos típicos:
La provincia de Jaén cuenta con una gran variedad de platos típicos entre los que destacan la carne seca, el tacacho con cecina, el caldo verde, el cuy con papa, el shurumbo, entre otros. También resalta la elaboración de cócteles de café y cacao.